# Exochus argutus
Exochus argutus är en stekelart som beskrevs av Valentina I. Tolkanitz 1993. Exochus argutus ingår i släktet Exochus och familjen brokparasitsteklar. Inga underarter finns listade i Catalogue of Life.